# Zdzisław Marchwicki
Zdzisław Marchwicki také známý jako Upír ze Zagłębie (18. října 1927, Dąbrowa Górnicza – 26. nebo 29. duben 1977, Katovice) byl polský sériový vrah, odsouzený k smrti za vraždu 14 žen a pokus o vraždu dalších 7.

## Životopis
Narodil se v roce 1927 v chudé rodině. Jeho otec byl pětkrát ženatý a měl čtyři děti - tři chlapce a dívku - z nichž některé byly později spojeny s případy vražd.
Marchwicki spáchal všechny své vraždy v uhelných revírech Czeladź, Będzin a Dombrowa u Katovic. Série vražd, která zahrnovala čtrnáct obětí, začala v roce 1964 a skončila až v roce 1970. Obětem vražd bylo mezi 16 a 57 lety. Byli zasaženi zezadu tupým předmětem a poté zabiti dalšími ranami a někteří z nich utrpěli zmrzačení v oblasti genitálií. Většina zločinů byla spáchána během dvou let, od konce roku 1964 do konce roku 1966. Zpočátku kolovala fáma, že pachatel chtěl u příležitosti tisíciletí christianizace země v roce 1966 zavraždit tisíc žen.
Během vyšetřování byla jako odměna vypsána rekordní částka jeden milion zlotých.
Jednou z obětí byla Jolanta Gierek, neteř místního vůdce komunistické strany Edwarda Gierka. Policie i státní zastupitelství ale odmítají, že by na ně byl z tohoto důvodu vyvíjen politický tlak.
Po svém zatčení v roce 1972 byl Marchwicki obviněn z vraždy čtrnácti žen a pokusu o vraždu sedmi žen.
Soudní řízení proti němu vyvolalo velký zájem veřejnosti a trvalo 10 měsíců. V červenci 1975 byl Marchwicki odsouzen k smrti, i když se nepodařilo prokázat, že se pokusil o vraždu. Oběšen v Katovicích v roce 1977.
K trestu smrti byl odsouzen i bratr Jana Marchwiky. Další bratr Henryk byl odsouzen k 25 letům vězení za napomáhání vraždě. Její nevlastní sestra Halina byla odsouzena ke třem letům vězení za přijetí kradeného majetku, protože od Zdzisławových obětí vědomě obdržela mj. náramkové hodinky a plnicí pera. Ke čtyřem letům vězení byl odsouzen i Halinin syn Zdzisław Flak (synovec Zdzisława).